# Оне-сюр-Одон
Оне́-сюр-Одо́н (фр. Aunay-sur-Odon) — колишній муніципалітет у Франції, у регіоні Нормандія, департамент Кальвадос. Населення — 3158 осіб (2011).
Муніципалітет був розташований на відстані близько 220 км на захід від Парижа, 27 км на південний захід від Кана.

## Історія
До 2015 року муніципалітет перебував у складі регіону Нижня Нормандія. Від 1 січня 2016 року належав до нового об'єднаного регіону Нормандія.
1 січня 2017 року Оне-сюр-Одон, Боке, Кампандре-Вальконгрен, Данву-ла-Ферр'єр, Ондфонтен, Ле-Плессі-Гриму i Рукам було об'єднано в новий муніципалітет Ле-Мон-д'Оне.

## Демографія
Динаміка населення (EHESS і Insee ):
Розподіл населення за віком та статтю (2006):
| Стать | Всього | До 15 років | 15-24 | 25-44 | 45-64 | 65-85 | Понад 85 |
| --- | ------ | ----------- | ----- | ----- | ----- | ----- | -------- |
| Чоловіки | 1416   | 272         | 198   | 410   | 336   | 188   | 12       |
| Жінки | 1520   | 280         | 185   | 376   | 355   | 248   | 76       |
| \| Статево-вікова піраміда \| Статево-вікова піраміда \| Статево-вікова піраміда \| \| ----------------------- \| ----------------------- \| ----------------------- \| \| Чоловіки \| Вік \| Жінки \| \| 12 \| 85 + \| 76 \| \| 44 \| 80-84 \| 64 \| \| 60 \| 75-79 \| 64 \| \| 40 \| 70-74 \| 40 \| \| 44 \| 65-69 \| 80 \| \| 100 \| 60-64 \| 76 \| \| 44 \| 55-59 \| 68 \| \| 96 \| 50-54 \| 91 \| \| 96 \| 45-49 \| 120 \| \| 92 \| 40-44 \| 88 \| \| 88 \| 35-39 \| 84 \| \| 83 \| 30-34 \| 84 \| \| 147 \| 25-29 \| 120 \| \| 102 \| 20-24 \| 93 \| \| 96 \| 15-20 \| 92 \| \| 108 \| 10-14 \| 80 \| \| 64 \| 5-9 \| 108 \| \| 100 \| 0-4 \| 92 \| |        |             |       |       |       |       |          |
| Статево-вікова піраміда |        |             |       |       |       |       |          |
| Чоловіки | Вік    | Жінки       |       |       |       |       |          |
| 12 | 85 +   | 76          |       |       |       |       |          |
| 44 | 80-84  | 64          |       |       |       |       |          |
| 60 | 75-79  | 64          |       |       |       |       |          |
| 40 | 70-74  | 40          |       |       |       |       |          |
| 44 | 65-69  | 80          |       |       |       |       |          |
| 100 | 60-64  | 76          |       |       |       |       |          |
| 44 | 55-59  | 68          |       |       |       |       |          |
| 96 | 50-54  | 91          |       |       |       |       |          |
| 96 | 45-49  | 120         |       |       |       |       |          |
| 92 | 40-44  | 88          |       |       |       |       |          |
| 88 | 35-39  | 84          |       |       |       |       |          |
| 83 | 30-34  | 84          |       |       |       |       |          |
| 147 | 25-29  | 120         |       |       |       |       |          |
| 102 | 20-24  | 93          |       |       |       |       |          |
| 96 | 15-20  | 92          |       |       |       |       |          |
| 108 | 10-14  | 80          |       |       |       |       |          |
| 64 | 5-9    | 108         |       |       |       |       |          |
| 100 | 0-4    | 92          |       |       |       |       |          |

## Економіка
2010 року серед 1939 осіб працездатного віку (15—64 років) 1432 були активними, 507 — неактивними (показник активності 73,9%, у 1999 році було 72,3%). З 1432 активних мешканців працювали 1302 особи (734 чоловіки та 568 жінок), безробітними було 130 (48 чоловіків та 82 жінки). Серед 507 неактивних 162 особи були учнями чи студентами, 175 — пенсіонерами, 170 були неактивними з інших причин.

У 2010 році в муніципалітеті числилось 1274 оподатковані домогосподарства, у яких проживали 3030,5 особи, медіана доходів виносила 16 643 євро на одного особоспоживача

## Галерея зображень

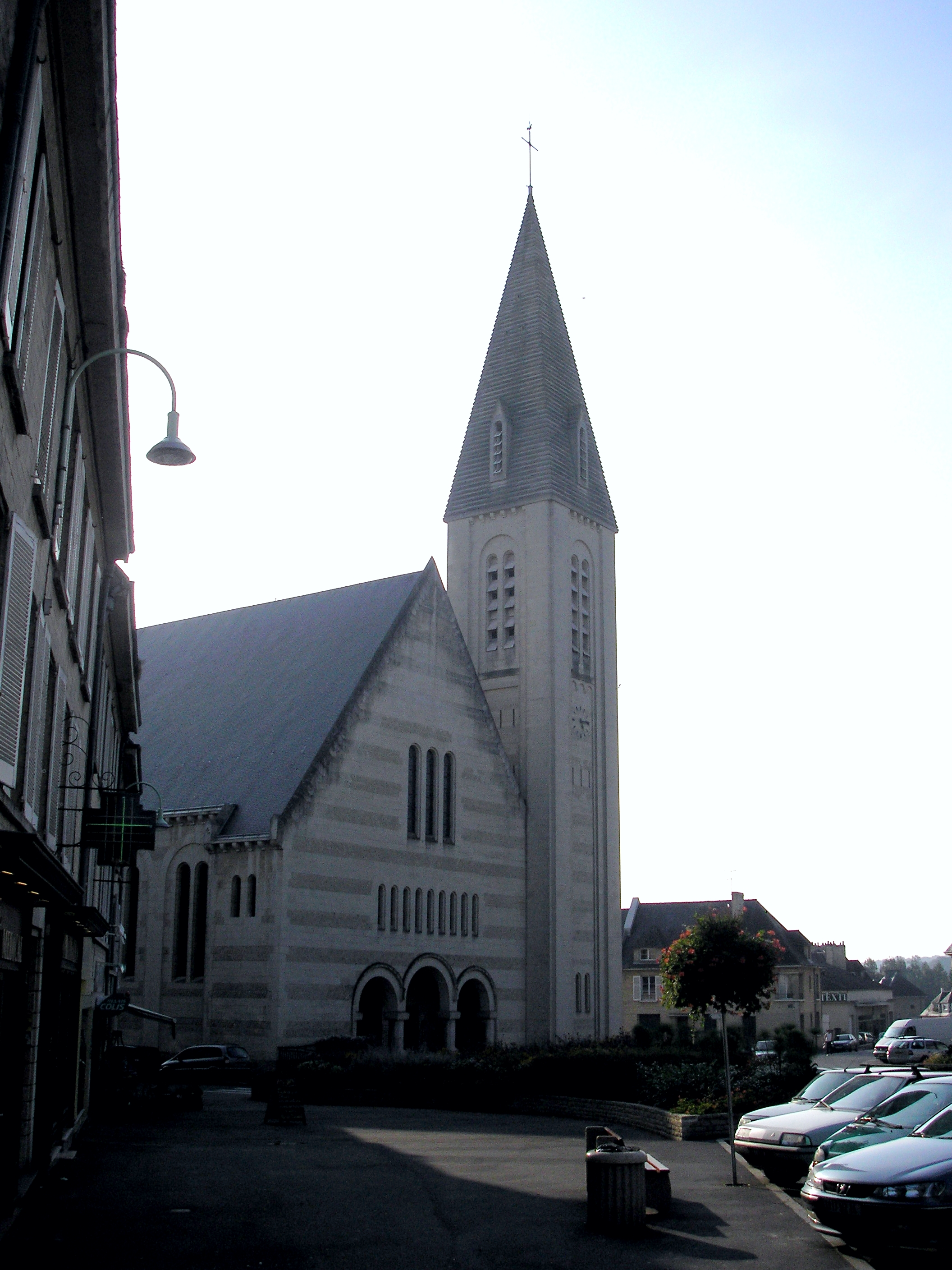
Церква Сен-Самсон